# Plocamiancora denticulata
Plocamiancora denticulata är en svampdjursart som beskrevs av Topsent 1927. Plocamiancora denticulata ingår i släktet Plocamiancora och familjen Myxillidae. Inga underarter finns listade i Catalogue of Life.